# 13e Bureau politique du Parti communiste chinois

Le 13e Bureau politique du Parti communiste chinois est l'organe dirigeant principal du Parti communiste chinois, élu par le Comité central du Parti, lui-même élu par le 13e congrès national du Parti, en novembre 1987. Il est remplacé par le 14e Bureau politique en octobre 1992.

## Membres
Les membres du bureau politique sont les suivants :
Par ordre de préséance
1. Wan Li (万里)
2. Tian Jiyun (田纪云)
3. Qiao Shi (乔石)
4. Jiang Zemin (江泽民)
5. Li Peng (李鹏)
6. Li Tieying (李铁映)
7. Li Ruihuan (李瑞环)
8. Li Ximing (李锡铭)
9. Yang Rudai (杨汝岱)
10. Yang Shangkun (杨尚昆)
11. Wu Xueqian (吴学谦)
12. Song Ping (宋平)
13. Zhao Ziyang (赵紫阳), écarté après les manifestations de la place Tian'anmen[4]
14. Hu Qili (胡启立), écarté après les manifestations de la place Tian'anmen[5]
15. Hu Yaobang (胡耀邦)
16. Yao Yilin (姚依林)
17. Qin Jiwei (秦基伟)

### Autres membres
Par ordre de préséance
- Ding Guangen (丁关根)

## Comité central
Les membres du comité central sont les suivants :
Par ordre de préséance
- 1987-1989

1. Zhao Ziyang
2. Li Peng
3. Qiao Shi
4. Hu Qili
5. Yao Yilin

- 1989-1992

1. Jiang Zemin
2. Li Peng
3. Qiao Shi
4. Yao Yilin
5. Song Ping
6. Li Ruihuan